# Станіслава Валасевич
Станіслава Валасевич (пол. Stanisława Walasiewicz; у США жила під ім'ям Стелла Волш-Олсон, англ. Stella Walsh Olson, за деякими даними ім'я при народженні Стефанія (3 квітня 1911, Вежховня, Російська імперія — 4 грудня 1980, Клівленд, США) — польська легкоатлетка, спринтерка, олімпійська чемпіонка, багаторазова рекордсменка світу. Замішана у двох гендерних скандалах через вроджений гермафродитизм.

## Біографія

### Ранні роки
Валасевич народилася у Вешховні, поблизу Ґужно, в родині Юліана та Вероніки Усцінських-Валасевичів. У костелі її охрестили як Станіславу (Стефанію) Валасевич. Коли їй було три місяці, сім'я емігрувала до США, де дівчинка користувалася ім'ям Стелла Волш.
Збереглося свідчення про хрещення дитини:

27 березня (12 квітня) 1911 року до Свіджебні о 12 годині пополудні прибув Юліан Валасевич — працівник з Верхівні, 22 роки, у супроводі Романа Сумерацького, 50 років та Броніслава Калиша, 30 років — обидва селяни з Верхівні, принесли з собою немовля жіночої статі присягаючи, що дитина та народилася у Верхівні, 21 березня (3 квітня) 1911 року о дванадцятій годині ночі, від його законної дружини Вероніки з Усцинських, 20 років. Сьогодні дитина пройшла обряд хрещення хрестом святим, проведений місцевим вікарієм ксьондзом Станіславом Кшивковським, її нарекли Стефанією.
Оригінальний текст (пол.)
Dnia dwudziestego siódmego marca (dziewiątego kwietnia) tysiąc dziewięćset jedenastego roku w Świedziebni o godzinie dwunastej w południe przybył Julian Wasielewicz-robotnik z Wierzchowni, lat dwadzieścia dwa, w obecności Romana Sumerackiego, lat pięćdziesiąt oraz Bronisława Kalisza, lat trzydzieści-obydwaj włościanie pochodzący z Wierzchowni, przynieśli ze sobą niemowlę płci żeńskiej oświadczając, że niemowl ę to urodziło się w Wierzchowni, dnia dwudziestego pierwszego marca (trzeciego kwietnia) tysiąc dziewięćset jedenastego roku o godzinie jedenastej w nocy, z prawowitej jego małżonki Weroniki z Uścińskich, lat dwadzieścia. W dniu dzisiejszym niemowlęciu owemu w chrzcie świętym, celebrowanym przez miejscowego wikarego księdza Stanisława Krzywkowskiego nadano imię STEFANIA

Станіслава Валасевич розпочала свою спортивну кар'єру в школі в Клівленді, де спочатку грала в баскетбол та волейбол. Зайнявшись легкою атлетикою, 1927 року вона виграла конкурс на місце в олімпійській збірній. Спочатку її включили до олімпійської збірної США на Олімпіаду 1928 року в Амстердамі до складу естафети 4Х100 і запасною з бігу на 100 метрів, але тут виявили відсутність у неї американського громадянства, яке вона не могла отримати до досягнення 21 року.

### Спортивна кар'єра
Успіх Галини Конопацької, польської спортсменки, яка виграла золото в метанні диска на літніх Олімпійських іграх 1928, надихнув Валасевич приєднатися до місцевого клубу «Сокул» і до польських спортивних та патріотичних організацій, що діяли серед польської діаспори. Під час панслов'янського зльоту руху в Познані вона здобула свою першу велику міжнародну перемогу. Вона виграла п'ять золотих медалей: у бігу на 60, 100, 200 і 400 метрів, а також стрибки в довжину. Її попросили залишитися в Польщі та приєднатися до польської національної спортивної команди. Тренувалася у Варшаві. Представляла варшавські клуби «Сокіл-Гражина» (1929—1934) і «Варшав'янка» (1935—1939). 1930 року читачі спортивної газети «Пшегляд спортовий» (пол. Przegląd Sportowy) вперше обрали її найкращим польським спортсменом року (також перемагала в цьому опитуванні в 1932, 1933, 1934 і була у фінальній десятці в 1929, 1935—1938). В 1932—1933 роках ставала лауреатом Державної премії Польщі в галузі спорту.
Наприкінці 1920-х Станіслава виступала як аматорка. Працювала клерком у Клівленді і, попри відсутність громадянства, брала участь та перемагала на багатьох американських змаганнях. У США вона виступала під ім'ям Стелли Волш. За спортивні успіхи місто Клівленд нагородило її автомобілем.
Перед Олімпіадою в Лос-Анджелесі американська федерація, впевнена в тому, що Станіслава завоює медаль, запропонувала їй прийняти громадянство та виступати за США. Їй запропонували на вибір виступати під ім'ям Валасевич або як Стелла Волш. Але за два дні до того як скласти присягу вона змінила своє рішення та прийняла польське громадянство в консульстві Польщі в Нью-Йорку.
На Олімпіаді Станіслава вже в півфіналі бігу на 100 метрів побила світовий рекорд, пробігши дистанцію за 11,9 секунди. Потім вона повторила цей результат у фіналі, завоювавши золоту медаль. Того ж дня вона стала шостою в метанні диска.
Після завоювання медалі Валасевич заявила:

Завжди знала, що я полька, і дуже хотіла, щоб для мене і для моїх батьків, які емігрували до Америки, заграла в Лос-Анджелесі Мазурка Домбровського та піднявся на щоглі польський прапор. Для нас, американської Полонії, це було справою честі й нагородою за багато важких хвилин.
Оригінальний текст (пол.)
Zawsze czułam się Polką, gorąco pragnęłam, aby dla mnie i moich rodaków, którzy wyemigrowali do Ameryki, zagrano w Los Angeles Mazurka Dąbrowskiego i wciągnięto na maszt polską flagę. Dla nas, dla Polonii amerykańskiej, była to sprawa honoru i wynagrodzenia za wiele trudnych chwil

Після ігор Валасевич, яка стала в Польщі знаменитістю, зустрічав багатолюдний натовп у порту Гдині. За успіхи на Олімпіаді її нагородили Золотим «Хрестом Заслуги».
1933 року, попри травму, Валасевич виграла 9 золотих медалей на чемпіонаті Варшави. На змаганнях у Познані 17 вересня 1933 встановила одразу два світових рекорди — 7,4 секунди на 60 м і 11,8 секунди на 100 м. Через тиждень, на змаганнях у Львові, побила свій же рекорд на 60 метрів — 7,3 секунди. Вступила до Варшавського інституту фізкультури, де вчилася разом з такими знаменитими спортсменами, як Ядвіга Вайс, Феліція Схабіньська, Марія Квасневська, Януш Кусоцинський.
Будучи явною фавориткою, в рангу світової рекордсменки Валасевич спробувала захистити свій титул олімпійської чемпіонки на Берлінській олімпіаді 1936, але поступилась Гелен Стівенс на дистанції 100 метрів з результатом 11,7 секунди. Після цього Валасевич спробувала звинуватити Стівенс у приналежності до чоловічої статі і та змушена була довести зворотне. Валасевич була засмучена срібною медаллю й хотіла навіть завершити спортивну кар'єру, але вирішила все-таки продовжити виступи.
На чемпіонаті Європи 1938, де вперше брали участь жінки, Валасевич виграла дві золоті (біг на 100 і 200 м) та дві срібні (естафета 4х100 і стрибки в довжину) медалі. На Міжнародних жіночих іграх (1930, 1934) виграла 7 медалей, з них 4 золотих. В 1933—1946 роках 24 рази вигравала золоті медалі на чемпіонатах Польщі (60 м, 100 м, 80 м з бар'єрами, стрибки в довжину та висоту, стрибок з місця, метання списа, триборство та п'ятиборство). Встановила 46 рекордів Польщі й 14 світових рекордів. Її європейський рекорд на 100 ярдів залишався непобитим до 2006 року (можливо, через те, що на цій дистанції нині рідко проходять змагання).
1946 року Валасевич останній раз виступала за Польщу на чемпіонаті Європи в Осло, але вище двох півфіналів і 6 місця в естафеті не піднялася. Після приходу до влади в Польщі комуністів вона остаточно перебралася до Штатів і 1947 року прийняла американське громадянство. Тоді ж одружилася з боксером Гаррі Нейлом Олсоном, але шлюб тривав недовго. Попри це, вона продовжувала використовувати подвійне прізвище Волш-Олсон. 1951 року вона виграла свій останній спортивний титул у США (чемпіонка США зі стрибків у довжину). 1975 року увійшла до Залу легкоатлетичної слави США.
Працювала тренеркою, брала участь у роботі американської Полонії. Також фінансувала різні нагороди для польських спортсменів, які живуть в Америці. Останній раз побувала в Польщі, як почесна гостя III Спортивних ігор Полонії в Кракові в липні 1977 року, подарувавши Музею спорту та туризму у Варшаві 60 спортивних трофеїв, отриманих нею за кар'єру. На тих самих іграх, в 66 років, вона взяла участь у змаганнях на дистанції 60 метрів. Планувала також приїхати 1981 року на IV ігри Полонії.

## Загибель і гендерний скандал
Станіслава Валасевич загинула 4 грудня 1980 в Клівленді під час пограбування магазину. Найімовірніше спробувала вступити з грабіжником в боротьбу, про що свідчать отримані травми та сліди пороху на її долонях. За американськими законами, у разі неприродних причин смерті проводиться розтин тіл загиблих. При розтині виявилося, що спортсменка була гермафродитом, тобто мала геніталії обох статей (однак, недорозвинені). Генетичні дослідження показали, що вона мала хромосому Y. Детальне дослідження також показало, що у неї були як хромосомні пари XX, так і XY. Батьки Валасевич та її колишній чоловік, з яким вона прожила понад рік, відмовилися від будь-яких коментарів з цього приводу.
Розгорнулася дискусія стосовно медалей та рекордів спортсменки. Проте ні Міжнародний олімпійський комітет, ні ІААФ, так і не оприлюднили будь-яких рішень з цієї проблеми. У польських архівах збереглось багато документів, у тому числі й свідоцтво про народження. Там скрізь однозначно згадується, що Станіслава була жінкою.
Відспівування відбулося 9 грудня 1980 року в костьолі Найсвятішого серця Ісуса в Клівленді. Станіслава Валасевич похована в Голгофі на цвинтарі в Клівленді, штат Огайо. У Клівленді, на Бродвей-авеню, є приналежний місту парк відпочинку імені Стелли Волш. Він належить до Південної середньої школи Клівленда.